# 고광민
고광민(한국 한자: 高光民, 1988년 9월 21일 ~ )은 대한민국의 축구 선수로, 포지션은 수비수이다. 현재 사바 FC에서 뛰고 있다.

## 클럽 경력
고광민은 동대부중, 동대부고 졸업 후 하석주 감독이 있는 아주대학교를 졸업한 후 2011년 FC 서울에 입단하였다.
연습 경기에서 출중한 활약을 보이며 '구리 메시'(FC 서울의 연습구장인 GS챔피언스파크의 위치가 구리시 소재)라는 별명을 얻으며 많은 경기에서 대기 선수로 경기 엔트리에는 많이 포함되었으나 실전 투입시 저조한 활약으로 실제 많은 경기에는 출전하지 못하였다.
그러나 2014년 FA컵에서 32강전과 16강전 2경기 연속골을 넣으며 가능성을 입증했으며 그 후 K리그 클래식에서 좌우 윙어와 윙백 포지션을 가리지 않고 꾸준히 출장하였고 2014년 9월 11일 성남 FC와의 원정 경기에서 리그 데뷔골을 터트렸다.
2016년 12월 29일 공익근무요원으로 복무하기 위해 훈련소에 입소하였고 2017년 2월 22일 화성 FC에 입단하여 공익근무요원으로 근무하면서 K3리그에서 선수 활동을 병행하고 있다.
2017년 9월경에 화성 FC에서 퇴단하였고 2018년에는 양평 FC에 입단했다.
사회복무요원 소집해제 이후인 2019시즌에는 원 소속팀인 FC 서울로 돌아왔다.

## 국가대표팀 경력
2015 동아시안컵에 참가하는 대한민국 대표팀 예비엔트리에 뽑혔으나 최종명단에 들지 못하였다.
이용의 부상으로 인해 러시아 월드컵 예선 카타르, 이란전에 참가하는 대한민국 대표팀에 대체발탁이 되어 생애 처음으로 태극마크를 달았으나, 경기에는 출전하지 못하였다.

## 수상 내역
| 선수 클럽 FC 서울 ● 우승 (2) : 2012 , 2016 ● 3위 (1) : 2014 ● 4위 (2) : 2013 , 2015 FA컵 ● 우승 (1) : 2015 ● 준우승 (2) : 2014 , 2016 AFC 챔피언스리그 ● 준우승 (1) : 2013 ● 3위 (2) : 2014 , 2016 개인 2016년 K리그1 베스트 11 df 선정 |

## 참고 자료
- 고광민 인터뷰 - 한국프로축구연맹 (2011년 9월 23일)